# Onthophagus cristatus
Onthophagus cristatus là một loài bọ cánh cứng trong họ Bọ hung (Scarabaeidae).